# مجمع‌الجزایر الکساندر

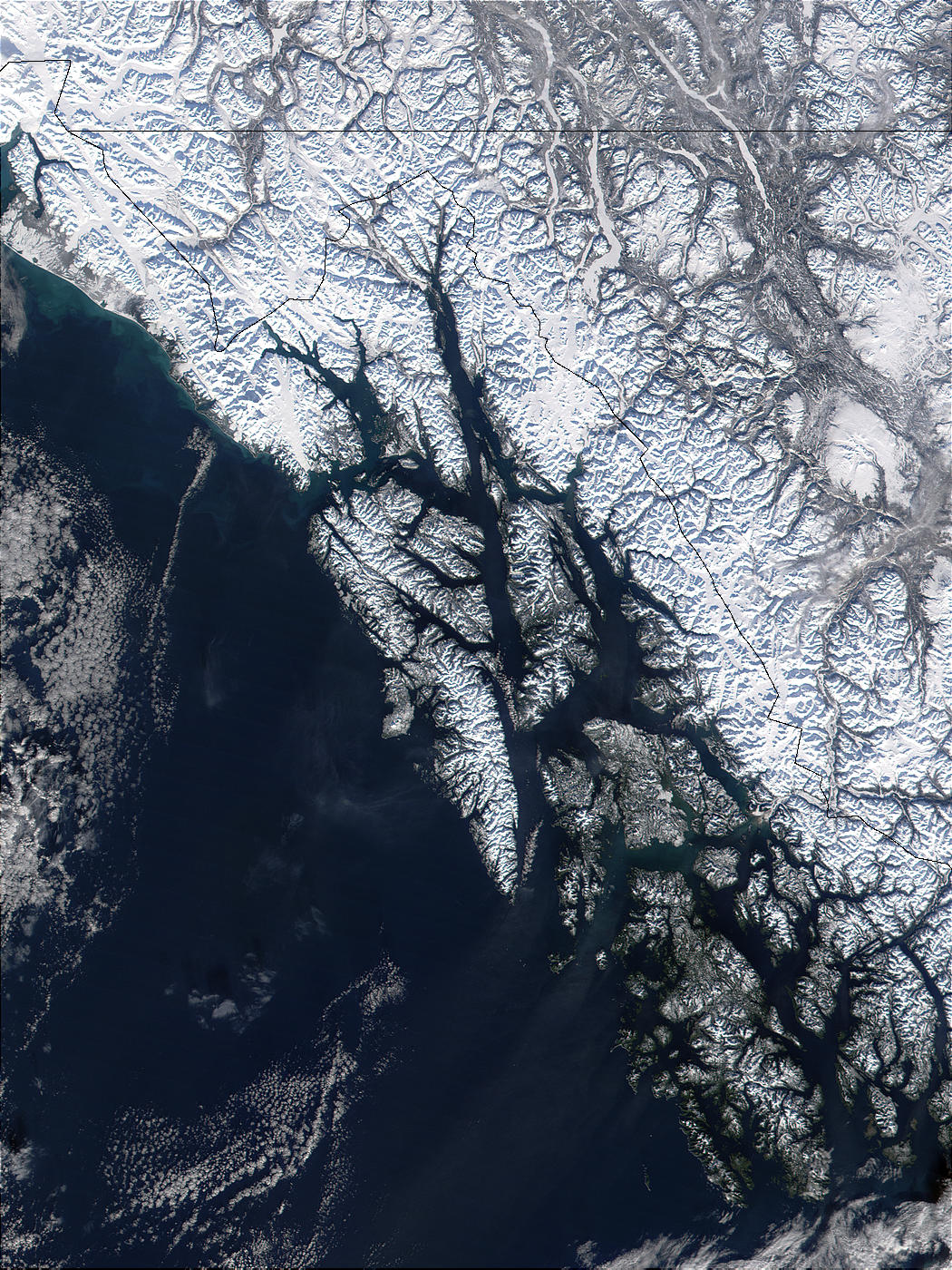
تصویر سنجنده مدیس از مجمع‌الجزایر الکساندر

مجمع‌الجزایر الکساندر (انگلیسی: Alexander Archipelago) یک مجمع‌الجزایر به طول ۵۰۰ کیلومتر است که در جنوب شرق سواحل آلاسکا در آمریکای شمالی قرار دارد. این مجمع‌الجزایر حدود ۱۱۰۰ جزیره است که عمدتاً قله کوه‌های ساحلی زیردریایی است که از اقیانوس آرام سر برآورده‌اند. کانال‌ها و آبدره‌های عمیق این جزیره‌ها را از یکدیگر و از سرزمین اصلی آلاسکا جدا کرده‌اند.
این جزیره‌ها دارای سواحل پرشیب نامنظم و جنگل‌های انبوه همیشه سبز است و بیشتر آنها فقط با قایق یا هواپیما قابل دسترسی هستند. بخش عمده این جزایر بخشی از جنگل ملی تونگاس به شمار می‌رود.